# Pat a Mat
Pat a Mat je československý a od 90. let český animovaný televizní seriál o dvou nezručných kutilech, Patovi a Matovi. Vytvořili jej režisér Lubomír Beneš a karikaturista Vladimír Jiránek. První film Kuťáci natočili ve Studiu Jiřího Trnky Krátkého filmu Praha. Na něj navázali sérií 28 dílů seriálu s názvem ...A je to! také tam, ale pod záštitou Československé televize Bratislava. Dalších 6 filmů pak, už pod názvem Pat a Mat (nebo Pat & Mat), koncem 80. let přímo pro Krátký film Praha, v jeho Studiu Jiřího Trnky. V roce 1990 autoři založili vlastní AIF Studio v Praze na Smíchově s mezinárodní částí v Curychu, kde natočili 14 dílů. Marek Beneš později navázal na tvorbu svého otce a Vladimíra Jiránka ve Studiu Patmat. Se svými 130 díly je to nejdelší večerníčkový seriál s největším počtem dílů se stejnými hlavními postavami.

## Popis
V seriálu vystupují dvě postavy, které se vždy snaží vyřešit nějaký problém. Používají při tom různé, obvykle nevhodné nástroje, což vede k ještě větším problémům. Nakonec ale dvojice problém vyřeší nejneefektivnějším způsobem.
Humor využitý v příbězích není samoúčelný, ale je také návodem k optimistickému přístupu k životu. Pat a Mat se sice dostávají do obtížných situací, ale nikdy se nevzdávají, dokud problém nějakým nápaditým způsobem nevyřeší. Pozitivní je také jejich reakce na chyby toho druhého – vždy jen zavrtí hlavou, ale nikdy nevidíme náznak výčitek.
K seriálu neodmyslitelně patří i jeho soundtrack, který složil Petr Skoumal. Soundtrack obsahuje vlastně jen ústřední melodii a zvuk foukací harmoniky.[zdroj⁠?!]

## Historie

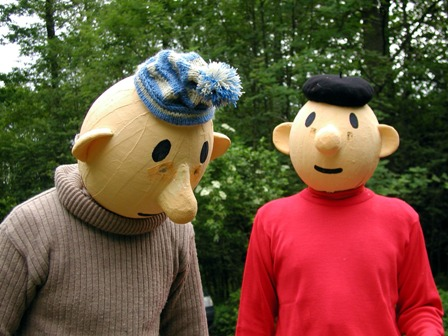
Postavy Pata a Mata na jednom ze zastavení 9. Jiříkovského pohádkového lesa (2008). Původní postavy ze seriálu jsou ale jiné: Pat má žluté triko a modrou rádiovku a Mat má červené triko.

Poprvé se dvojice objevila 12. srpna 1976 v krátkém filmu Kuťáci, který byl i pilotním dílem seriálu. Autor se inspiroval kreslenými vtipy s panem Ouholíčkem (Mat) a panem Sedlcem (Pat), které vymýšlel a kreslil do jednoho časopisu. Původně byli těmito jmény pojmenováni podle míst nedaleko města Roztoky a jejich jména jsou napsaná i ve scénáři.
Záhy na to se ale, v duchu normalizace 70. let, tyto postavičky staly předmětem kádrování – autorům bylo vyčítáno nejen jejich nedostatečné „socialistické uvědomění“ ale i „záměrně“ vybrané barvy roláků, které podle kádrováků měly ironizovat SSSR (červená) a ČLR (žlutá).
Proto se produkce televizního seriálu pod jménem ...A je to! ujalo bratislavské studio Československé televize, které bylo dále z dosahu pražských cenzorů. Seriál se ale natáčel v Krátkém filmu Praha. Postavičky získaly pokrývky hlavy a červený rolák jedné z postav byl v první sérii v letech 1979–1985 změněn na zelenomodrý.
Od roku 1989 vznikaly další díly pod novým názvem Pat & Mat, už přímo pro Krátký film Praha. Svá jména Pat a Mat dostali kutilové v roce 1989, zpočátku pro zahraniční distribuci Krátkého filmu. Od té doby je seriál nazýván podle nich. Loutky nešiků získaly svou definitivní podobu. Pat je menší, tlustší, na hlavě má rádiovku a nosí žlutý rolák. Mat je vyšší, hubenější, na hlavě má kulicha a už opět nosí červený rolák.
Původně se měl seriál stát zábavou pro dospělé, ale stal se populárním u všech věkových kategorií. V bývalém Československu mohlo být prvních 35 dílů vytvořeno jen jako krátké, sedmiminutové televizní díly pro děti.
Pat a Mat se stali populárními i v mnoha dalších zemích, například Polsku, Německu, Švýcarsku, Brazílii, Finsku, Nizozemsku (seriál nadabován a uveden pod názvem Buurman en buurman, tedy Soused a soused), Norsku, Íránu, Jugoslávii a dalších.
V roce 1990 založil Lubomír Beneš své vlastní studio animovaného filmu s názvem AIF Studio v Praze a Curychu (marketing, prodej a finance). V něm vyrobil dalších 14 dílů a všech 49 dílů studio začalo distribuovat na mezinárodním trhu. V roce 1995 však Lubomír Beneš zemřel. Jeho syn Marek Beneš a Vladimír Jiránek později studio opustili a s sebou si odnesli práva na postavičky Pata a Mata, a studio později vyhlásilo bankrot.
V letech 1997 až 1998 byl natočen díl č. 50 Karty. Tento neautorizovaný díl byl natočen ve formátu 16:9, skoro dvakrát tak dlouhý než předcházející (přibližně 12 minut) a měl jinou úvodní znělku. Také měl být nadabovaný slavným českým hercem Davidem Nyklem. Tento díl nebyl v Česku nikdy odvysílán ani zahrnut na DVD, ale v zahraničí se uveřejnění dočkal. Původně byl zamýšlen jako první díl 52dílné série a také měl být natočen celovečerní film. Tyto plány však byly zrušeny právě kolem času kdy měla být tato epizoda původně vysílána.
V roce 2002 vydala korejská pobočka AIF Asia dvě kazety seriálu s anglickým dabingem pro vzdělávací účely, mezi těmito epizodami se právě nacházela epizoda Karty.
V letech 2002 až 2004 přibylo dalších 28 dílů, vyrobily je Ateliéry Bonton Zlín, část dílů pro ně připravila studia Anima a Patmat film. Tyto díly už vyráběli jiní autoři, částečně i jiní animátoři. Členem těchto nových týmů je i Marek Beneš, syn Lubomíra Beneše. Prvních 19 dílů uvádí jako název seriálu Pat a Mat, dalších 9 dílů Pat a Mat se vracejí, ale v České televizi je všech těchto 28 dílů uváděno pod názvem Pat a Mat se vrací (místo vracejí).
Od roku 2009 vznikly další díly pod názvem Pat a Mat na venkově, natočilo je studio Patmat film ve vysokém rozlišení a formátu 16:9 a byly uveřejněny nejdříve na internetu a později v televizi. Spojením 10 dílů dohromady vznikl film Pat a Mat ve filmu, který měl premiéru v kinech 31. března 2016. Na stejném principu byl také natočen seriál Pat a Mat nás baví a 9 dílů z něj spojených vytvořilo film Pat a Mat znovu v akci z roku 2018. Spojením 7 dílů série Pat a Mat v zimě vznikl film Pat a Mat: Zimní radovánky, který měl premiéru v kinech 22. listopadu 2018. 5. prosince 2019 měl premiéru film Pat a Mat: Kutilské trampoty, který vznikl pospojováním dílů nově vytvářené série Pat a Mat kutí.
Seriál byl vydán i na DVD. Nejnovější 9diskové číslované provedení obsahuje 85 dílů seriálu.
Zakoupit lze spoustu hraček pro děti s podobou této populární dvojice. Oblíbené jsou také hry, např. Pohádkové hraní s Patem a Matem. Objevili se i v počítačové hře pojmenované Pat & Mat.
Podle seriálu byly také napsány tři knihy:
- Jiří Michl: Pat & Mat ...a je to!, Praha: Egmont ČR, 1994, ISBN 80-85817-95-0
- Pavel Sýkora: Pat a Mat dokážou všechno, Praha: Albatros, 1. vydání 2006, ISBN 80-00-02003-3, 2. vydání 2008, ISBN 978-80-00-02130-0
- Ivan Rössler: Pat a Mat ...a je to!, Praha: Albatros, 2012, ISBN 978-80-00-02764-7

Poslední kniha byla také zpracována jako audiocédéčko, na kterém namluvil Pavel Zedníček šest příběhů:
- Ivan Rössler: Pat & Mat ...A je to!, Praha: Fonia, 2012[5]

Pat s Matem se také objevili v reklamách a to nejen v Česku, jako například v kampani pro Českou podnikatelskou pojišťovnu ale i v zahraničí – už propagovali slovenské losy Tipos a soutěž firmy Sedita, polský aukční server tablica.pl nebo slovinské obchody pro kutily Merkur.

## Tvůrci
- Producent: Katarína Morvai
- Literární scénář: Marek Beneš, Lubomír Beneš, Vladimír Jiránek, Jiří Kubíček, Vendulka Čvančarová, Vladimír Goldman, Karel Žalud, Marek Beneš, Pavel Marek, Ladislav Pálka, Břetislav Pojar, Jan Chvojka, Jana Kubíčková, Tereza Benešová, Štěpán Gajdoš, Tomáš Hartman, Štefan Martauz, Adam Mensdorff-Pouilly, Jaroslav Beran, Kees Prins, David Filcík, Vlasta Pospíšilová, Edgar Dutka, Milan Šebesta, František Váša, Mirek Kuchař
- Dramaturgie: Jiří Kubíček, Jana Kubíčková, Hana Stibralová, Jan Chvojka
- Dramaturgie ČT: Kateřina Krejčí
- Výtvarníci: Lubomír Beneš, Vladimír Jiránek
- Výtvarná spolupráce (1994): Jan Tippman
- Výtvarná realizace: Jan Bouzek, Vladimír Jiránek
- Hudba: Luboš Fišer, Petr Skoumal, Zdeněk Zdeněk
- Zvuk: Robert Slezák, Ladislav Procházka, Ivo Špalj, Benjamin Astrug, Petra Bičíková
- Ruchy: skupina Jitky Zvirocké, Zdeněk Dušek, Andrea Veselková, Marika Novotná
- Mix zvuku: Karel Štulo
- Scéna a rekvizity: David Filcík, Jan Műller, Eva Frázová, Petr Janotka, František Douda, Wang Xiyi, Wu You, Zhao Mengting
- Spolupracovali: Augustin Bezděkovský, Ladislav Bartoš, Viktor Fixl, Jiří Janeček, Kateřina Hladká, Dagmar Müllerová, Marie Netrvalová, Věra Petzoldová, Gustav Polášek, Pavel Šimák, Jan Tippman (v letech 1976–1992 Jan Tippmann), Miroslav Kubricht, Jan Müller, Margit Červená, Eva Jirsová, Miroslav Kuchař, Vladimír Nevosad, Ivan Vít, Jitka Zvirocká, Darina Plichtová, David Filcík, František Slabý, Vít Lebeda, Vladimír Vimmer, Bohuš Blecha, Petr Janotka, Silvie Pacalová, Markéta Pinkavová, Ladislav Vlk, Kamil Mareš, Michal Baránek, Jaroslav Bezděk, Ondřej Zika, Věra Benešová, Radek Pluhař, Vendula Pluhařová, Lubomír Beneš ml., David Zámečník, Michal Pančoška, Věra Tippmanová, Jan Bouzek, kolektiv studia Jiřího Trnky, Darina Vítová
- Kamera: Jiří Šafář, Vladimír Malík, Jan Müller, Ivan Vít, Vladimír Kolář, Jan Chvojka, Zdeněk Krupa
- Asistent režie: Jan Chvojka, Jaroslav Baran
- Vedoucí produkce ČT: Patrik Stanko
- Střih: Helena Lebdušková, Marek Beneš, Věra Benešová, Magda Sandersová, Jan Sládek, Ivo Šlajp, Ivan Matouš, Gaia Vítková, Marie Zemanová, Lucie Haladová, Pavel Lopolo Jirák, Tomáš Píšek, Jan Chvojka, Martin Štěpánek, Boris Machytka, Martin Petro
- Animace: Alfons Mensdorff-Pouilly, Jan Smrčka, Karel Chocholín, Jan Klos, Xenie Vavrečková, Vlasta Pospíšilová, František Váša, Marek Beneš, Milan Šebesta, Cyril Podolský, Bedřich Glaser, David Filcík, Ladislav Pálka, Pavel Rak, Martin Kublák, Wang Peipei, Xiang Weiwei, Li Xiangyuan, Yu Huagong, Xiao Xieliang
- Obrázková postprodukce: Petr Miškovský
- Hlasy (1997): David Nykl, Peter Alton
- Storyboard: Tomáš Vlasák, Jan Chvojka, Jaroslav Baran, Marek Beneš
- Produkce: Petr Vali, Jana Raková, Milan Halousek, Zdeňka Čermáková, Michal Podhradský, Tomáš Eiselt, Klára Stoklasová, Věra Henzlová, Václav Strnad, Bedřich Strnad, Viktor Mayer, Tomáš Formáček, Marie Zemanová
- Vedoucí ateliéru: Miroslav Kubricht
- Výkonná producentka ČT: Veronika Trčková
- Kreativní producentka ČT: Barbara Johnsonová
- Režie: Lubomír Beneš, Marek Beneš, František Váša, Milan Šebesta, Vlasta Pospíšilová, Ladislav Pálka, Josef Lamka
- Zpracovaly: Laboratoře České Televize Praha, Filmové laboratoře Barrandov, a.s.

## Typické prvky seriálu
V seriálu se opakují některé prvky, které dohromady utvářejí styl celého seriálu.

### Typické potřesení rukou
Když Pat a Mat dosáhnou úspěchu, potřesou si rukama a pak současně udělají rázné gesto s loktem ohnutým do pravého úhlu. Tento jejich pozdrav je typickým gestem seriálu.

### Překvapivý zvrat k horšímu místo dobrého konce
V momentě, kdy je po dlouhém zkoušení špatných způsobů vše zdárně vyřešeno velmi originálním a většinou neefektivním způsobem a divák přirozeně očekává happy end, se náhle dostaví překvapivý zvrat k horšímu. Příkladem může být vylití barvy v díle č. 4 Koberec.

### Optimistický přístup k problémům
Pat a Mat se i v nejzoufalejších chvílích největších katastrof stále, byť často nešikovně a neefektivně, snaží situaci vyřešit. Na žádnou sebehorší situaci nereagují zlobně nebo smutkem. Jejich nejnegativnější reakcí je tak zamyšlené dumání, nebo poťukání si na čelo, ale i to je často spíše gestem nového nápadu.

### Snaha o řešení situaci naopak zhoršuje
Převážná část pokusů Pata a Mata, jak vyřešit nějaký problém, vede k jeho zhoršení.

### Detail nepodstatného děje + překvapení při rozšíření záběru
Jde o často opakovaný princip záběru, který je ale příliš detailní na to, abychom
poznali, co se přesně děje. Postavičky se přes záběr buď jen míhají, nebo vidíme nějakou nepodstatnou část činnosti, případně toho z kamarádů, který jen sleduje, a ne toho, který činnost provádí. Když se záběr rozšíří, uvidíme teprve důsledek předchozí činnosti (často překvapivý).
Příkladem mohou být díly č. 2 Tapety a č. 6 Obraz.

### Nikdy se na sebe nezlobí
Postavy se při činnosti vždy pozorně sledují a nikdy neprojevují pochybnosti i při zjevně chybných pokusech toho druhého o řešení problému. Když se ukáže, že se situace skutečně místo vyřešení zhoršila, nikdy se nezlobí, jen zavrtí hlavou a i to působí spíše jako konstatování zjevného neúspěchu než negativní hodnocení úsilí toho druhého. Existují však výjimky, kdy se na sebe postavy zlobí, např. v díle Budka, kde je Pat na Mata po rozřezání stolu naštván (strhne mu klobouk a hodí jej na zem a chce po něm hodit kus dřeva), ale rychle se udobří.

## Přehled dílů
Seriál od 12. srpna 1976 vyrábělo už několik produkčních společností (Krátký film Praha, AIF Studio, Ateliéry Bonton Zlín a Patmat film) a dočkal se celkem 130 dílů.
| Název série          | Díly | Díly č. | Roky výroby | Vyrobil                                                                                  | Seriál na DVD                    | Poznámky | Filmový sestřih                             |
| -------------------- | ---- | ------- | ----------- | ---------------------------------------------------------------------------------------- | -------------------------------- | --- | ------------------------------------------- |
| Kuťáci               | 1    | 1       | 1976        | Krátký film Praha                                                                        | Pat & Mat 1–3 Pat a Mat 1–3      | na ČT souhrnně: Pat a Mat | —                                           |
| ...A je to!          | 28   | 2–29    | 1979–1985   | Krátký film Praha pro Československou televizi Bratislava                                | Pat & Mat 1–3 Pat a Mat 1–3      | na ČT souhrnně: Pat a Mat | —                                           |
| Pat & Mat            | 6    | 30–35   | 1989–1990   | Krátký film Praha                                                                        | Pat & Mat 1–3 Pat a Mat 1–3      | na ČT souhrnně: Pat a Mat | —                                           |
| Pat & Mat            | 14   | 36–49   | 1992–1994   | AIF Studio                                                                               | Pat & Mat Speciál Pat a Mat 7–8  | na ČT souhrnně: Pat a Mat | —                                           |
| Pat & Mat            | 1    | 50      | 1997–1998   | AIF Studio                                                                               | —                                | neautorizovaná epizoda | —                                           |
| Pat a Mat se vracejí | 28   | 51–78   | 2002–2004   | Ateliéry Bonton Zlín Anima pro Ateliéry Bonton Zlín Patmat film pro Ateliéry Bonton Zlín | Pat a Mat se vracejí 4–6         | na ČT souhrnně: Pat a Mat se vrací podle úvodních titulků epizod 51–69: Pat a Mat podle úvodních titulků epizod 70–78: Pat a Mat se vracejí | —                                           |
| Pat a Mat na venkově | 13   | 79–91   | 2009–2015   | Patmat film                                                                              | Pat a Mat 9 Pat & Mat na venkově | — | Pat a Mat ve filmu (10 dílů, 2016)          |
| Pat a Mat nás baví   | 13   | 92–104  | 2018        | Patmat film, JUST Productions a Česká televize                                           | Pat & Mat nás baví               | — | Pat a Mat znovu v akci (9 dílů, 2018)       |
| Pat a Mat v zimě     | 13   | 105–117 | 2018–2019   | Patmat film, JUST Productions a Česká televize                                           | —                                | na ČT souhrnně: Pat a Mat nás baví podle úvodních titulků na televizeseznam.cz u epizod 105–111: Pat a Mat – Zimní radovánky                | Pat a Mat: Zimní radovánky (7 dílů, 2018)   |
| Pat a Mat kutí       | 13   | 118–130 | 2019–2020   | Patmat film, JUST Productions a Česká televize                                           | —                                | — | Pat a Mat: Kutilské trampoty (7 dílů, 2019) |

## Festivaly a ocenění
- epizoda č. 38 Cyklisti (1992) – Lubomír Beneš, animace – Alfons Mensdorff-Pouilly, byla vybrána do soutěže Annecy 93 (Francie)
- epizoda č. 44 Kulečník (1994) – Lubomír Beneš, animace – František Váša, byla vybrána do soutěže na festival Annecy 95
- Získala na festivalu World Animation Celebration in Agoura (USA), březen 1997:
  - 1. cenu za nejlepší animaci pro TV seriály
  - 2. cenu za nejlepší animaci loutkového filmu (1. místo The Wrong Trousers, Nesprávné kalhoty Aardman animation)
- epizoda č. 50 Karty (1998) – scénář, animace, režie František Váša, byla vybrána do soutěže Annecy 99

## V populární kultuře
- Pat a Mat jedou na dovolenou – Divadelní představení podle scénáře Marka Beneše. Premiéra: 2012 Praha.
- Patla a Matla Pantomimické divadelní představení inspirováno animovanou pohádkou. Premiéra: 2010 Praha, Tomáš Tomsa Legierski a Radim Vizváry.
- Pat & Mat – počítačová mini-hra na Microsoft Windows z roku 2009. Vyšla v angličtině, v češtině se dá spustit zástupcem z nabídky Start.[11] Z více plánovaných epizod vyšla jediná: „Dovolená“.